# Tous (joyería)
Tous es una firma de joyería, complementos y moda española.

## Historia
Fue fundada en el año de 1920 en la ciudad de Manresa por Salvador Tous Blavi y su esposa Teresa Ponsa Mas. Tous ha formado un estilo de joyería basado en el concepto joya-moda y en la actualidad cuenta con casi 400 tiendas en 45 países.
Han sido imagen de la casa la modelo Jaydy Michel, la tenista Arantxa Sánchez Vicario, la actriz Blanca Suárez, Eugenia Martínez de Irujo, la cantante Kylie Minogue y Jennifer Lopez y desde el 2011 a 2018 Gwyneth Paltrow y en 2019 la actriz y cantante Emma Roberts, sobrina de Julia Roberts
En los 80 comenzó el proceso de expansión, que pasó de diseñar solo joyas para mujer a diseñar complementos como: bolsos, marroquinería, perfumes, relojes, ropa, gafas, entre otros y marcados por su icono: el oso.

## El oso
En 1985, durante un viaje, Rosa Tous encontró un osito de peluche en un escaparate a lo cual recordó «que todos hemos tenido un peluche en nuestra infancia y generalmente nos trae recuerdos entrañables», por lo que decidió hacerlo en oro. Por eso, y ante la fascinación que sintió por el mismo es que este logo está siempre presente. Ya que éste es  uno de los símbolos más famosos y reconocidos de esta firma, en la actualidad se han elaborado piezas de distintos materiales aparte del oro: plata, acero, amatista, cuarzo rosa, aguamarina, etc.

## Actualidad
Las cuatro hijas del matrimonio Rosa, Alba, Laura y Marta, son las encargadas de dirigir actualmente la empresa. Del mismo modo cuentan con representación de un rostro famoso, Eugenia Martínez de Irujo, hija de la Duquesa de Alba. La Duquesa de Montoro desarrolla sus propias colecciones para la marca: Folklore, Pasito a Pasito, Iluminada y Leyendas son algunas de sus creaciones. Actualmente cuentan con tiendas en otros países como Bolivia, Chile, México, El Salvador, Puerto Rico, Colombia y Venezuela, en ciudades como París, Nueva York y Las Vegas. La cantante Kylie Minogue fue la modelo de la marca hasta el año 2010. Desde el año 2011 la modelo de la firma es Jennifer Lopez, quien previamente siempre se mostró como una gran seguidora de esta marca.